# Dilar parthenopaeus
Dilar parthenopaeus is een insect uit de familie van de Dilaridae, die tot de orde netvleugeligen (Neuroptera) behoort. 
Dilar parthenopaeus is voor het eerst wetenschappelijk beschreven door A. Costa in 1855.